# L'Espion de la dernière chance

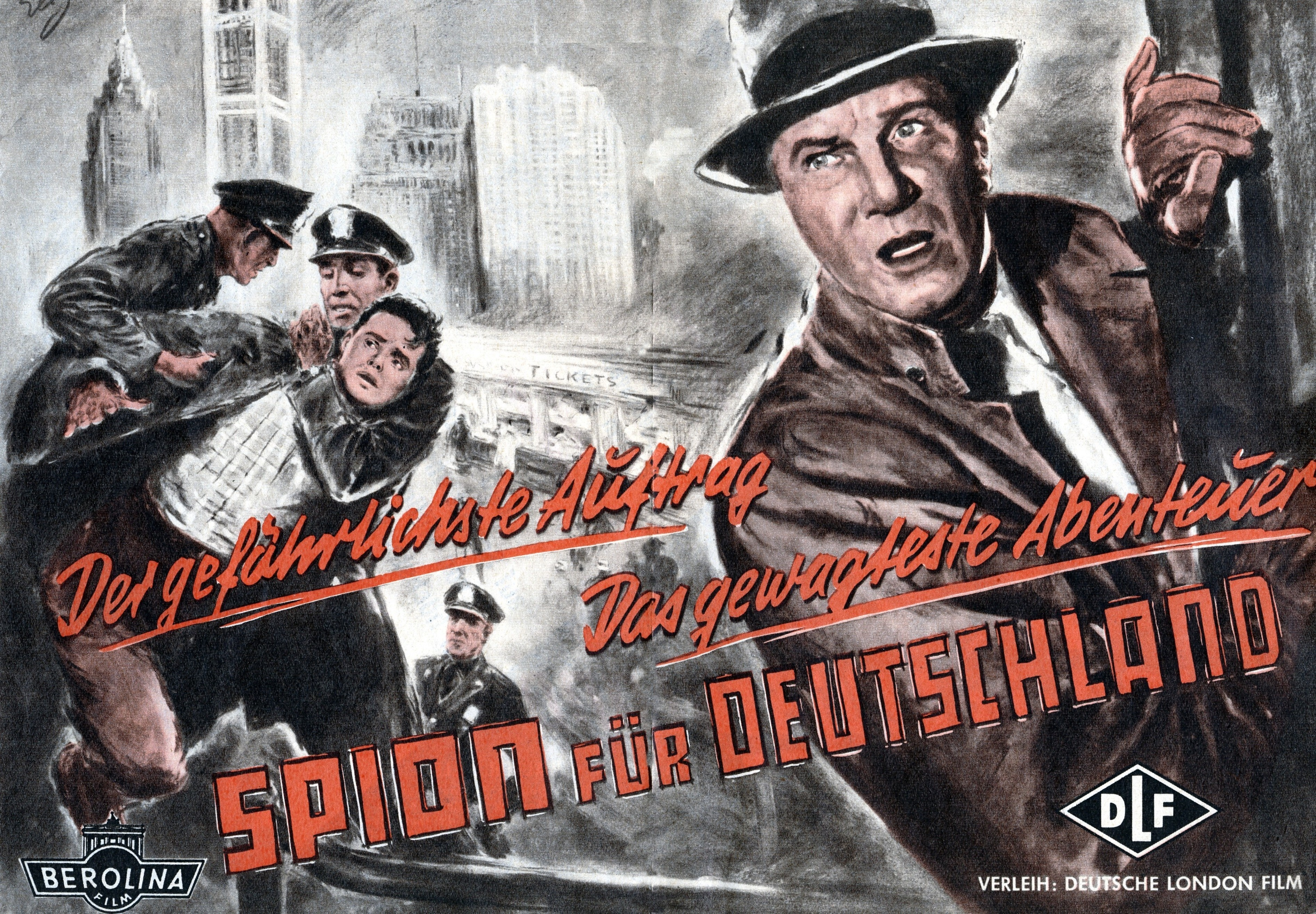
Affiche originale

L'Espion de la dernière chance (en allemand : Spion für Deutschland) est un film d'espionnage allemand de 1956, réalisé par Werner Klingler, d’après un livre de Will Berthold.
Basé sur une historie vraie, Martin Held joue le rôle-titre de l'agent allemand de la Seconde Guerre mondiale Erich Gimpel (de), dont la mission fut de découvrir jusqu'où le programme nucléaire américain avait progressé.

## Synopsis
En 1944, les services secrets du Troisième Reich, envoient à bord d'un sous-marin le colonel Gimpel en Amérique pour enquêter sur les recherches des Alliés concernant la bombe atomique.

## Fiche technique
- Titre : L'Espion de la dernière chance
- Titre original : Spion für Deutschland
- Réalisation : Werner Klingler
- Scénario : Herbert Reinecker
- Production : Kurt Ulrich pour Berolina-Film (Berlin)
- Direction musicale : Werner Eisbrenner
- Montage : Albert Benitz, Heinz von Jaworsky
- Pays d'origine : Allemagne de l'Ouest
- Langue : Allemand et français
- Format : Noir et blanc
- Genre : Historique / espionnage
- Durée : 1h42 minutes
- Date de sortie :
  -  Allemagne de l'Ouest : 4 décembre 1956
  -  France : 24 juillet 1957

## Distribution
- Martin Held (VF : Jean-Claude Michel) : Erich Gimpel
- Nadja Tiller (VF : Sophie Leclair) : Joan Kenneth
- Walter Giller (VF : Michel Roux) : Billy Curtis Cole
- Viktor Staal (VF : Raymond Loyer) : Colonel Sommerfeld
- Claude Farell (VF : Nadine Alari) : Inge (Irène en VF) Hagen
- Gustav Knuth (VF : Serge Nadaud) : Roger Bentley
- Heinz Drache (VF : Jacques Beauchey) : Jim « Jimmy » Newman
- Stanislav Ledinek (VF : Maurice Porterat) : Mr. Brown
- Martin Kosleck (VF : Lucien Bryonne) : Griffins
- Günter Pfitzmann (VF : Albert Augier) : Capitaine de sous-marin Hilbig
- Ernst Stahl-Nachbaur (VF : Raymond Rognoni) : Professeur
- Rudolf Brand (VF : René Arrieu) : le commandant Schüssler
- Gerd Martienzen (VF : Guy Decomble) : le commandant Roloff
- Ralph Lothar (VF : Georges Aminel) : Paolo Santo (Santi en VF)
- Jack Watson (VF : Marcel Painvin) : l'homme au journal interpellant Griffins au sujet de son petit chien
- Werner Peters (VF : Jean Violette) : Jonny, le sergent gardien de prison